# Калиевые каналы внутреннего выпрямления
Калиевые каналы внутреннего выпрямления (Kir, IRK) — специфическое подмножество калиевых каналов. В настоящее время идентифицированы семь подсемейств калиевых каналов внутреннего выпрямления в клетках разных тканей животных различных видов. Калиевые каналы внутреннего выпрямления обнаружены также у растений и бактерий. Они являются мишенями для многих токсинов, а нарушение функционирования этих каналов приводит к различным заболеваниям.

## Внутреннее выпрямление
Каналами внутреннего выпрямления называют такие ионные каналы, через которые положительные ионы легко проходят внутрь клетки, но не наружу (из клетки). Считается, что этот ток ионов внутрь клетки может играть важную роль в регуляции нейронной активности, помогая стабилизировать мембранный потенциал покоя клетки. При мембранном потенциале, более негативном, чем равновесный потенциал для K+, калиевые каналы внутреннего выпрямления поддерживают ток позитивно заряженных ионов калия внутрь клетки, заставляя мембранный потенциал вернуться к потенциалу покоя. Однако при потенциале на мембране большем, чем равновесный потенциал для калия, положительные ионы проходят через каналы внутреннего выпрямления лишь в малых количествах. Таким образом, клетка с большим количеством Kir сохраняет мембранный потенциал близким к равновесному потенциалу калия и не проявляет спонтанной электрической активности.
Калиевые каналы внутреннего выпрямления отличаются от «типичных» калиевых каналов, таких как каналы задержанного выпрямления и калиевые каналы типа А, которые отвечают за реполяризацию клетки после деполяризации во время потенциала действия. «Типичные» калиевые каналы пропускают ток калия наружу (а не внутрь) клетки при деполяризации мембранного потенциала, и могут рассматриваться как каналы «внешнего выпрямления». Поэтому после открытия токов внутреннего выпрямления их назвали токами «аномального выпрямления», показывая их отличие от выходящего тока калия.
Каналы внутреннего выпрямления отличаются и от двупоровых калиевых каналов (K2p), которые отвечают за «утечку» калия из клетки. Некоторые каналы внутреннего выпрямления, иногда называемые «слабыми внутренними выпрямителями», пропускают слабый выходящий ток калия при потенциалах на мембране более позитивных, чем равновесный потенциал для калия. Вместе с каналами утечки они участвуют в образовании мембранного потенциала покоя.

## Механизм внутреннего выпрямления
Феномен внутреннего выпрямления каналов Kir является результатом блокирования канала эндогенными полиаминами, называемыми сперминами, а также ионами магния, которые закрывают пору канала при положительных потенциалах, в результате чего выходящий ток уменьшается. Эта потенциал-зависимая блокировка полиаминами приводит к тому, что канал пропускает только входящие токи. Однако детали этого механизма изучены не до конца.

## Активация PIP2
Для активации всех видов Kir каналов необходим фосфатидилинозитол-4,5-дифосфат (PIP2). Поэтому калиевые каналы внутреннего выпрямления можно рассматривать как лиганд-зависимые ионные каналы.

## Функции каналов Kir
Каналы Kir были обнаружены в различных типах клеток, включая макрофаги, лейкоциты, клетки сердца и почек, нейроны, мезенхимальные и эндотелиальные клетки. Основной ролью каналов Kir является восстановление мембранного потенциала покоя при гиперполяризации за счёт проведения слабого тока калия внутрь клетки.

## Заболевания, связанные с нарушением функций каналов Kir
- Персистирующая гиперинсулинемическая гипогликемия новорождённых связана с аутосомной рецессивной мутацией Kir6.2. Некоторые мутации этого гена уменьшают способность канала регулировать секрецию инсулина, что приводит к гипогликемии.
- Синдром Барттера может вызываться мутациями в каналах Kir1.1[5]. Это состояние характеризуется неспособностью почек к удержанию калия, что приводит к гипокалиемии.
- Синдром Андерсена — редкое состояние, вызываемое множественными мутациями Kir2.1[5]. В зависимости от вида мутации она может быть доминантной или рецессивной. Характеризуется периодическим параличом, сердечными аритмиями и нарушениями развития органов и систем.
- Отравление солями бария — одна из причин его — способность бария блокировать каналы Kir, наряду с кальциевыми.
- Атеросклероз также может быть связан с нарушением функции каналов Kir. Потеря способности Kir клеток эндотелия сосудов генерировать токи является одним из первых признаков атерогенеза, ещё до того, как начинается отложение холестерина в стенке сосудов.
- Семейный гипокалиемический периодический паралич также связан с нарушением функции Kir2.6[9].
- Синдром короткого интервала QT может вызываться мутацией гена, кодирующего Kir2.1[5][10].

## Для дополнительного чтения
- Bertil Hille (2001). Ion Channels of Excitable Membranes 3rd ed. (Sinauer: Sunderland, MA), pp. 149—154. ISBN 0-87893-321-2.